# Gunilla Ponténová
Ellen Gunilla Margareta Ponténová (14. červen 1929 Stockholm – 29. červen 2019 Lidingö) byla švédská módní návrhářka, modelka a herečka.
Pocházela ze smålandského aristokratického rodu Ponténových, její otec Birger Pontén byl důstojníkem švédského generálního štábu. Od dětství se zajímala o oblékání a provokovala svými novátorskými kreacemi. V sedmnácti letech se stala modelkou, účinkování v kampani řasenky  Perplex jí vyneslo cenu pro nejkrásnější oči Švédska. Hrála také ve filmech Motorkavaljerer Elofa Ahrleho a  Tančila jedno léto Arneho Mattssona. Počátkem padesátých let pobývala v Itálii, kde spolupracovala s návrhářem Emiliem Puccim. V únoru 1955 byla slavnostně uvedena ke královskému dvoru a při této příležitosti vyvolaly senzaci její šaty podle vlastního návrhu, inspirované tvorbou Cristóbala Balenciagy.
Gunilla Ponténová vystudovala módní návrhářství na Beckmans Designhögskola ve Stockholmu. Pracovala pro oděvní firmy Wahls, H&M a Hettemarks, v roce 1969 založila vlastní studio, které mělo prodejny ve velkých švédských městech i v New Yorku. Stala se průkopnicí švédské módy pro mladé ženy, její kreace vycházely z klasických střihů a kombinace bílé, šedé a černé barvy, které oživovala překvapivými detaily.
Byla třikrát vdaná a měla čtyři potomky. Jejím druhým manželem byl režisér Lars-Magnus Lindgren, pro jehož filmy Ponténová navrhovala kostýmy. Spolupracovala také se stockholmským divadlem Vasateatern. V roce 2003 jí byla udělena medaile Litteris et Artibus a v roce 2008 velká cena Královského technického institutu. Vydala knihu vzpomínek Tyg och otyg.
Jejím bratrem byl herec Tomas Pontén a sestřenicí herečka Gunvor Ponténová. 